# Bundesstraße 194
Pour les articles homonymes, voir B194 et Route 194.
La Bundesstrasse 194 est une Bundesstraße du Land de Mecklembourg-Poméranie-Occidentale.

## Histoire
La route a le nom de Reichsstraße 194 de 1937 à 1949.

## Source
- (de) Cet article est partiellement ou en totalité issu de l’article de Wikipédia en allemand intitulé « Bundesstraße 194 » (voir la liste des auteurs).